# آویلر (مورت-ا-موزل)
آویلر (به فرانسوی: Avillers) یک کمون در فرانسه است که در canton of Audun-le-Roman واقع شده‌است. آویلر ۵٫۱۶ کیلومتر مربع مساحت دارد ۲۶۸ متر بالاتر از سطح دریا واقع شده‌است.